# Paul Yvon
Paul Yvon (* 1949 in St. Leonhard am Hornerwald) ist ein österreichischer Journalist.

## Leben
Yvon studierte in Wien Publizistik und promovierte 1981. Von 1973 bis 1981 war er Redakteur in der Tageszeitung Die Presse, von 1981 bis 2007 Gerichtsberichterstatter im Wochenmagazin Profil. Er berichtete über große Justizfälle der Zeit, darunter O. J. Simpson, Rodney King (beide aus den USA), Marianne Bachmeier, Jack Unterweger, Udo Proksch und Franz Fuchs.
Von 1990 bis 1991 war Yvon Präsident der Journalistengewerkschaft, von 1996 bis 2006 Mitglied des österreichischen Presserates und von 1991 bis 1994 im Beirat der Bertelsmann-Stiftung.

## Lehrtätigkeit
Yvon hat mehrere Generationen Journalisten ausgebildet: beginnend von den Lehrredaktionen „Presse“ und „profil“, 1982–1997 Vorlesung „Schule des Schreibens“ am Institut für Publizistik der Universität Wien; 2002–2005 an der Europäischen Journalismus-Akademie, 1994–1998 an der Oberösterreichischen Journalistenakademie und an der FH Wien „Medientraining“ (bis 2010). Aktuell unterrichtet er an der Universität Wien Verständlichkeitsforschung, Formulieren und Präsentationstechniken, sowie Qualitätsjournalismus an der FH Joanneum in Graz und an der Journalisten-Akademie Eisenstadt.

## Veröffentlichungen
- Es gibt durchaus noch schöne Morde: Die spannendsten und skurrilsten Kriminalfälle der letzten 25 Jahre. Kremayr & Scheriau, 2005, ISBN 3-218-00759-3. als Co-Autor von Ernst Geiger
- Chogori. Das Buch vom K2. Orac Verlag, 1992, ISBN 3-85368-911-6.